# エグランティン・ジェップ

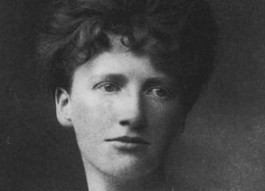
エグランティン・ジェップ

エグランティン・ジェップ（Eglantyne Jebb、1876年8月25日 - 1928年12月20日）は、イギリスの社会改革家。ジェブとも表記される。

## 少女時代
彼女は1876年、シュロップシャー州エルスミアに生まれ、彼女の家族の地所で育った。ジェップ家は、他の裕福な家族と違って、強い社会的な意識を持ち社会的な活動にも積極的に参加していた。彼女の母エグランティン・ルイザ・ジェップは、田舎の暮らしの中で若い女性たちにアーツ&クラフトを広めていく目的で、ホーム・アーツ&インダストリー協会を設立した。彼女の妹ルイザは、第二次大戦中、男子の出征によって人手不足となった農場の労働力を補うため農業促進婦人会の結成を支援した。またその妹ドロシー・フランシス・ジェップは、イギリス労働党の党員だったチャールズ・ローデン・バクストンと結婚。戦後のドイツの悪者化に反対してキャンペーンを展開した。

## 社会活動
エグランティンは、オックスフォード大学のレイディ・マーガレット・ホールで歴史学を学んだ後、小学校の教師になるためのトレーニングを受けた・しかし、マールボロの小学校での1年の教員生活の後、彼女はそれが自分の職業ではないと確信した。彼女はその人生の後半生になって、その時見た幻覚を次のように説明している。「私が窮地に陥っていた際に、キリストの御顔が私の前に立ち現われたのです。・・・私の担当クラスの壁に王冠を頂いたキリストの安っぽい絵が飾られていました。私がこの予期しない出来事を目の当たりにした時、なにかあきらめにも似た気分に圧倒されたのです。・・その後、私は主なる神と同じくらいキリストにおける神を私がどんなにか必要としているか、そんなことはいまだかつてなかったことに気がつきました。そこで私は、その悲しみの中でどうか神よ、私の人生を照らし、その死の時まで私の口からでる言葉に祝福を与えて下さいと願う幸せを見出したのです。」
彼女は、自分の母親の世話をするためにケンブリッジに移り、そこで慈善活動に近代的な科学的アプローチを試みる慈善組織協会に参加する。この会と共に彼女は町のさまざまな問題を広汎な範囲で解決していく活動に参加した。そして、1906年彼女は、その活動と実践に基づいて『ケンブリッジ、社会的な問題の研究』という本を出版する。この著作はあまり反響をもたらさず、彼女は、なお数年間、なお静かな暮らしを続ける。1913年彼女は、マケドニア救済基金のためにマケドニアまで出かける気はないかとの依頼を受ける。彼女は第一次世界大戦が勃発する寸前に帰国し、間もなくヨーロッパの新聞を輸入販売し始めていた妹のドロシーが企画したプロジェクトに引き込まれていく。この輸入新聞にはドイツやオーストリア=ハンガリーのものも含まれており、こういうものを輸入するには政府の特別の許可が必要だったりした。ドロシーはそれらから記事の抜粋をつくり英語に翻訳して、「ケンブリッジマガジン」として刊行し、敵国の日常生活の状態が、敵国政府がプロパガンダとして流しているものよりもはるかに悪いレベルだということを暴露したのである。
戦争が終結に近づき、ドイツとオーストリア=ハンガリーの経済が、ほとんど破綻に近くなってきた時、ドロシーとエグランティンは、これらのかつての敵国の子どもたちはあきれるほど戦争と連合国軍の経済封鎖の影響を直接に被って、停戦条約が締結された後もそれがなお尾を引いていることに憂慮した。1919年、圧力団体、飢餓との戦い委員会を立ち上げ、経済封鎖が終結するまで英国政府に働きかけ続けた。

## セーブ・ザ・チルドレン
しかしながら、まもなくその活動の焦点が変わっていく。1919年4月15日、委員会は、ドイツとオーストリアの子どもたちを救済する基金を立ち上げた、セーブ・ザ・チルドレン基金である。予想に反して、この組織が、1919年5月19日、ロンドンのロイヤル・アルバート・ホールでその産声を上げると、イギリス中から膨大な金額の寄付が寄せられ、組織は直ちに救済活動に着手することとなった。基金の成功のおかげで、エグランティンとドロシーは子どものための国際的な活動団体を立ち上げることに思い至った。国際セーブ・ザ・チルドレンは、1920年ジュネーヴで創設され、イギリス・セーブ・ザ・チルドレンとスウェーデンのこれに対応する組織「ラッダ・バルネン」がその中心的な役割を担った。
ロンドンでは、責任ある立場にいるのはエグランティンただ一人であった。そして彼女は、基金は彼女が慈善組織協会で学んだ専門的なアプローチを用いていることを確約した。事務局長のルイス・ゴールデンは、組織をビジネスライクに運営して行くためにスタッフを集めることを任された。彼はそのために全国新聞に全頁の確信的で、いろいろ論議を呼び起こした広告を打って、募集をかけた。これは非常に斬新で効果的な試みで、基金の活動のための資金も大幅に伸びた。
中央ヨーロッパでの問題が徐々に終息してくると、基金の新たな注目を惹くようになったのはギリシアとそれを取り巻く地域の続発する紛争問題の結果としての難民問題であった。1921年、この状況がようやく終息するかに思えたとき、新たにさらに大きな緊急事態が勃発した。それは部分的にはこの戦争、革命、内戦による荒廃も一因ではあったのだが、また部分的にはロシアのボルシェビキ政府の破滅的な経済政策のためでもあったが、ソヴィエト・ロシアの人々は収穫の激減という1921年の大飢餓に直面していた。新たに基金を立ち上げる努力が実を結び、寄付が一挙に集まり、セーブ・ザ・チルドレンチームは、ロシアの大飢餓（ホロドモール）の中心地のひとつであつたサラトフに派遣された。

## 児童の権利宣言
この基金が行ったすべての活動を通じて、エグランティンの思想の中核にあったものは、計画的で、調査に基づいた試みの大切さということであった。1923年、ロシア危機の緩和への努力がその幕引きに近づき、基金の収入がかなり減少になってきた時、彼女は直ちに新たな別の話題を発見した。それが子どもの権利論争である。彼女は国際連盟の本拠地ジュネーヴに、児童憲章の草稿を手に足を運んだ。
子どもの権利を提唱し、子どもの権利を目下計画中の国際社会の企ての最前面に押し出すことを義務と訴えるこの計画書はエグランティンによって執筆された簡潔にして明快な文書であった。子どもの権利宣言は、ジュネーヴ宣言という名でも知られるが、この時初めに世に知られ、1年ののち国際連盟で正式に採択されたものである。ヨーロッパに再び平和が戻り、ロシアの緊急支援活動も終わり、セーブ・ザ・チルドレン運動の焦点は、かの宣言の推進へと移っていった。1925年、第1回の国際児童福祉会議がジュネーヴで開かれた。宣言は、各種機関や各国によって広汎に議論され支持を受けた。その後さらに拡張されたものが1959年国際連合により採択され、これは1989年児童の権利条約としてその花をつけたものに、きっかけを与えたもののひとつとされている。 

## 死と遺産
1928年エグランティンは心臓病を発症し、その後3度にわたる甲状腺腫の手術を受けるなど、何年にもわたり闘病生活を余儀なくされ、ジュネーヴの療養施設で亡くなり、セント・ジョージ墓地に埋葬され
2024年2月7日、ジュネーブ市は、子どもの権利への取り組みを称える厳粛な式典を伴うとともに、ジェブさんの遺骨を王の墓に改葬した。この墓地はジュネーブのパンテオンとみなされており、市や地域社会に特に顕著な貢献をした人物の埋葬が行われています。
た。今日、セーブ・ザ・チルドレン運動のアイディアを発想した創始者としてその名は今も記憶にとどめられており、90年も前今日のようなインターネットなどの広告宣伝の手段もなかった時代にあのような活動を、ただ国際主義者にして、非党派的で専門家的なやり方のみで統率した手腕は称賛に値する。